# Johanna Skottheim
Johanna Skottheim, née le 29 mai 1994 à Transtrand, est une biathlète suédoise.

## Biographie
Alignée régulièrement en IBU Cup à partir de janvier 2015, Johanna Skottheim fait une première apparition en Coupe du monde en janvier 2016 à Ruhpolding. Sa seconde course dans l'élite n'a lieu que deux ans plus tard à Antholz.
En janvier 2019, elle finit deuxième du sprint de Duszniki-Zdroj en IBU Cup pour monter sur son premier podium dans la deuxième division mondiale. En décembre 2019, elle remporte deux épreuves dans cette compétition ce qui lui permet de faire le reste de la saison en Coupe du monde. En janvier 2020 à Ruhpolding elle se classe ainsi quatrième de la poursuite.
En février, elle est sélectionnée pour ses premiers championnats du monde à Antholz, où elle dispute l'individuel (43e).
Elle atteint son pic de forme au moment où commence la saison 2020-2021 et monte sur son premier podium individuel en Coupe du monde à la suite d'une troisième place sur l'individuel d'ouverture à Kontiolahti. Sur le même site, elle fait partie de l'équipe remportant le premier relais féminin pour la Suède depuis presque dix ans. Révélation suédoise du début de l'hiver avec d'excellentes performances lors des deux premières étapes, Johanna Skottheim rentre toutefois très vite dans le rang et termine finalement la saison à la 41e place du classement général de la Coupe du monde 2020-2021.

## Palmarès

### Championnats du monde
| Édition / Épreuve       | Individuel | Sprint | Poursuite | Mass start | Relais | Relais mixte | Relais mixte simple |
| ----------------------- | ---------- | ------ | --------- | ---------- | ------ | ------------ | ------------------- |
| Antholz-Anterselva 2020 | 43e        | —      | —         | —          | —      | —            | —                   |
| Pokljuka 2021           | 49e        | —      | —         | —          | 5e     | —            | —                   |

Légende :
- — : non disputée par Skottheim

### Coupe du monde
- Meilleur classement général : 41e en 2021.
- 6 podiums : 
  - 1 podium individuel : 1 troisième place.
  - 4 podiums en relais : 2 victoires, 1 deuxième place et 1 troisième place.
  - 1 podium en relais mixte simple : 1 deuxième place.

Dernière mise à jour le 16 mars 2025

#### Classements en Coupe du monde
| Saison    | Individuel | Individuel | Sprint | Sprint | Poursuite | Poursuite | Mass start | Mass start | Général | Général    |
| Saison    | Points     | Class.     | Points | Class. | Points    | Class.    | Points     | Class.     | Points  | Classement |
| --------- | ---------- | ---------- | ------ | ------ | --------- | --------- | ---------- | ---------- | ------- | ---------- |
| 2015-2016 |            |            | -      | nc     |           |           |            |            | -       | nc         |
|           |            |            |        |        |           |           |            |            |         |            |
| 2017-2018 |            |            | -      | nc     |           |           |            |            | -       | nc         |
| 2018-2019 | -          | -          | -      | nc     | -         | nc        |            |            | -       | nc         |
| 2019-2020 | -          | nc         | 36     | 53e    | 79        | 23e       |            |            | 115     | 45e        |
| 2020-2021 | 48         | 19e        | 64     | 47e    | 55        | 40e       | 10         | 47e        | 177     | 41e        |
| 2021-2022 | -          | nc         | 6      | 82e    | 3         | 81e       |            |            | 9       | 97e        |
| 2022-2023 | '          | 55e        | '      | 56e    | -         | nc        |            |            | '       | 63e        |
| 2023-2024 | -          | nc         |        |        |           |           |            |            | -       | nc         |
| 2024-2025 | 50         | 20e        | 24     | 61e    | 24        | 51e       | 21         | 46e        | 119     | 45e        |

### Championnats d'Europe
| Édition / Épreuve         | Individuel                       | Sprint | Poursuite | Mass Start                       | Relais                           | Relais mixte                     | Relais mixte simple              |
| ------------------------- | -------------------------------- | ------ | --------- | -------------------------------- | -------------------------------- | -------------------------------- | -------------------------------- |
| Tioumen 2016              | Épreuve inexistante à cette date | 47e    | 44e       | —                                | Épreuve inexistante à cette date | 10e                              | —                                |
| Duszniki-Zdrój 2017       | 25e                              | 25e    | 22e       | Épreuve inexistante à cette date | Épreuve inexistante à cette date | 10e                              | —                                |
| Ridnaun 2018              | 37e                              | 28e    | 11e       | Épreuve inexistante à cette date | Épreuve inexistante à cette date | 6e                               | —                                |
| Arber 2022                | DNS                              | 62e    | —         | Épreuve inexistante à cette date | Épreuve inexistante à cette date | —                                | —                                |
| Lenzerheide 2023          | 39e                              | 51e    | 37e       | Épreuve inexistante à cette date | Épreuve inexistante à cette date | —                                | —                                |
| Brezno-Osrblie 2024       | 34e                              | 28e    | 6e        | Épreuve inexistante à cette date | Épreuve inexistante à cette date | 4e                               | —                                |
| Martell-Val Martello 2025 | 7e                               | 26e    | 11e       | Épreuve inexistante à cette date | 6e                               | Épreuve inexistante à cette date | Épreuve inexistante à cette date |

- — : non disputée par Skottheim
- : pas d'épreuve
- DNS : n'a pas pris le départ

### IBU Cup
- 2 victoires.